# Mahmoud Ben Romdhane
Mahmoud Ben Romdhane (arabe : محمود بن رمضان), né le 9 juin 1948 à Tunis, est un universitaire, économiste et homme politique tunisien.
Professeur d'économie aux facultés des sciences économiques et de gestion de Sfax et de Tunis (1981-2008), dirigeant de la section tunisienne d'Amnesty International (1981-1994) puis membre du comité exécutif d'Amnesty International (1995-2000), qu'il préside à partir de 1998, il contribue à fonder en 2004 l'Initiative démocratique, une coalition de gauche qui présente un candidat à l'élection présidentielle, avant de rejoindre en 2007 le mouvement Ettajdid, dont il devient le secrétaire général adjoint.
Après la révolution de 2011, il devient membre fondateur de Nidaa Tounes, le parti de Béji Caïd Essebsi, en 2012. Il entre au gouvernement en 2015 en qualité de ministre du Transport, puis devient ministre des Affaires sociales en 2016 et démissionne dans la foulée de Nidaa Tounes.
Membre de l'Académie tunisienne des sciences, des lettres et des arts dès 2012, il en assume la présidence en 2021.

## Biographie

### Origines et formation
Ben Romdhane est originaire de Métouia, ville située dans le gouvernorat de Gabès.
Licencié en sociologie en juin 1974 à l'université Paris-Nanterre, il obtient une maîtrise universitaire en juin 1973 et un diplôme d'études supérieures spécialisées en sciences économiques en novembre 1974 dans la même université,. Il obtient son doctorat d'État en sciences économiques à Tunis en mars 1981. Il décroche ensuite en avril 1987 son diplôme d'agrégation dans la même spécialité.

### Économiste et militant des droits de l'homme
Entre 1981 et 2008, il enseigne aux facultés des sciences économiques et de gestion de Sfax et de Tunis. Considéré comme l'un des plus brillants économistes tunisiens, il a publié ou contribué à près d'une vingtaine d'ouvrages et publié des dizaines d'articles, en français et en anglais, sur la Tunisie, l'Afrique, le monde arabe, l'éducation, l'émigration, les politiques sociales, la démocratisation, le secteur public, le mouvement ouvrier et l'industrialisation,.
Ben Romdhane est aussi consultant, notamment auprès des institutions internationales liées à l'Organisation des Nations unies. Il est également expert évaluateur de la gouvernance des États africains au titre de l'Union africaine, du Nouveau partenariat pour le développement de l'Afrique et du Mécanisme africain d'évaluation par les pairs. En 1984-1985, il est coordinateur du programme économique et social de l'Union générale tunisienne du travail.
Secrétaire général du comité directeur provisoire d'Amnesty Tunisie de 1981 à 1988, il préside la section tunisienne d'Amnesty International de 1988 à 1994 et en est l'un des membres fondateurs. De 1995 à 2000, il est aussi membre puis président mondial à partir de 1998 du comité exécutif d'Amnesty International,.

### Entrée en politique
En 1989, il est membre fondateur du « Mouvement des 150 », qu'il présente lui-même comme une initiative créée « au lendemain des élections d'avril 1989 pour faire front contre la bipolarisation de la vie politique et offrir une alternative démocratique et progressiste »,.
De 1992 à 1995, il est vice-président (président de facto) du Conseil pour le développement de la recherche en sciences sociales en Afrique.
En 2004, il est membre fondateur de l'Initiative démocratique, une coalition de gauche qui présente un candidat à l'élection présidentielle. En 2007, il devient membre du mouvement Ettajdid dont il devient le secrétaire général adjoint,.

### Parcours post-révolution
En 2011, il est le coordinateur du programme économique et social du Pôle démocratique moderniste, coalition comptant le mouvement Ettajdid et créée pour l'élection de l'assemblée constituante du 23 octobre 2011.
Son ouvrage Tunisie : État, économie et société (2011), écrit avant la révolution de 2011, est interdit de publication sous la présidence de Zine el-Abidine Ben Ali. Selon le journal Le Temps, le livre a été censuré parce qu'il tentait de « savoir pourquoi la Tunisie [continuait] de vivre sous le régime autoritaire ».
Ben Romdhane a fait partie des invités vedettes de la 17e édition du Maghreb des livres, organisé à Paris les 5 et 6 février 2011, qui avait choisi de mettre à l'honneur la littérature tunisienne. En septembre 2012, il devient membre du conseil scientifique de l'Académie tunisienne des sciences, des lettres et des arts. Le 27 mars 2021, il succède à Abdelmajid Charfi à la tête de cette institution académique.
Il est l'un des membres fondateurs de Nidaa Tounes, parti créé en 2012 par Béji Caïd Essebsi, dont il préside la commission économique et sociale dès juin 2012. Il est également l'un des membres du bureau exécutif du parti. Début 2014, il est le coordinateur de l'équipe de plus de 200 experts qui élabore le programme économique et social du parti,,. Selon cette équipe, le bilan économique et social d'Ennahdha est « proprement catastrophique » : l'économie du pays était « plombé[e] par un tourisme en berne, une Libye en plein chaos et une production de phosphates en chute libre ».
Le 6 février 2015, il devient ministre du Transport dans le gouvernement Essid, en remplacement de Chiheb Ben Ahmed.
Il reste à ce poste jusqu'au 12 janvier 2016, date à laquelle il devient ministre des Affaires sociales, en remplacement d'Ahmed Ammar Younbaii. Le lendemain de sa nomination, il démissionne de Nidaa Tounes puis présente sa démission de son poste de ministre, mais Habib Essid la refuse le 14 janvier.

## Vie privée
Mahmoud Ben Romdhane est marié à Habiba Zéhi Ben Romdhane, professeure de médecine devenue ministre de la Santé dans le gouvernement d'union nationale post-révolution. Ils ont trois enfants ensemble.

## Publications
- Précapitalisme et matérialisme historique, 1985, 228 p. (OCLC 490578735)
- Tunisie : mouvements sociaux et modernité, Paris, Karthala, 1997, 268 p. (ISBN 978-2869780644).
- « Développement et démocratie : l'exception tunisienne », L'Année du Maghreb, no III,‎ 2007, p. 427-455 (DOI 10.4000/anneemaghreb.390, lire en ligne, consulté le 28 février 2016).
- Tunisie : État, économie et société - ressources politiques, légitimation et régulations sociales, Paris, Publisud, 2011, 282 p. (ISBN 978-2362910081)[15].
- Tunisie : la démocratie en quête d'État, ou comment reprendre la voie de la prospérité partagée, Tunis, Sud Éditions, 2018, 303 p. (ISBN 978-9938011258)[16],[17].